# سامانثا واينبرغ
سامانثا واينبرغ (بالإنجليزية: Samantha Weinberg)‏ (1966)؛ صحفية، سياسية، كاتِبة وروائية بريطانية.